# Von Eckermann
von Eckermann (ryska: Экерманы) är en släkt som sannolikt stammar från Mecklenburg i Tyskland.
Släkten kom till Ryssland i slutet av 1700-talet, med Anton Günther Eckermann (död 1820) som var en rysk överste, samt ägare till ett gods i Narvaområdet i dåvarande Ingermanland. Han tilldelades ärftligt ryskt adelskap 1785.
Ätten von Eckermann kom till Sverige 1839 med Ture von Eckermann (1812–1867), där den i dag fortlever.
Den 31 december 2014 var 15 personer med efternamnet von Eckermann bosatta i Sverige.

## Personer med efternamnet von Eckermann
- August von Eckermann (1859–1921), mariningenjör
- Ebba von Eckermann (1866–1960), kvinnosakskvinna
- Ebba von Eckermann (1921–2018), modeskapare
- Harry von Eckermann (1886–1969), mineralog, ingenjör och företagsledare
- Henrik von Eckermann (född 1981), tävlingsryttare
- Wilhelm von Eckermann (1853–1937), marinofficer, kammarherre och företagsledare